# Souk El Leffa
Le souk El Leffa (arabe : سوق اللَفة), appelé également souk des Djerbiens, est l'un des souks de la médina de Tunis. Ce souk est surnommé ainsi car il était tenu par des marchands originaires de l'île de Djerba.

## Localisation
Ce souk est situé au cœur de la médina de Tunis, dans les environs de la mosquée Zitouna. Il se prolonge par le souk Es Sekajine, édifié au début du XVIIIe siècle et spécialisé de nos jours dans la maroquinerie.

## Histoire

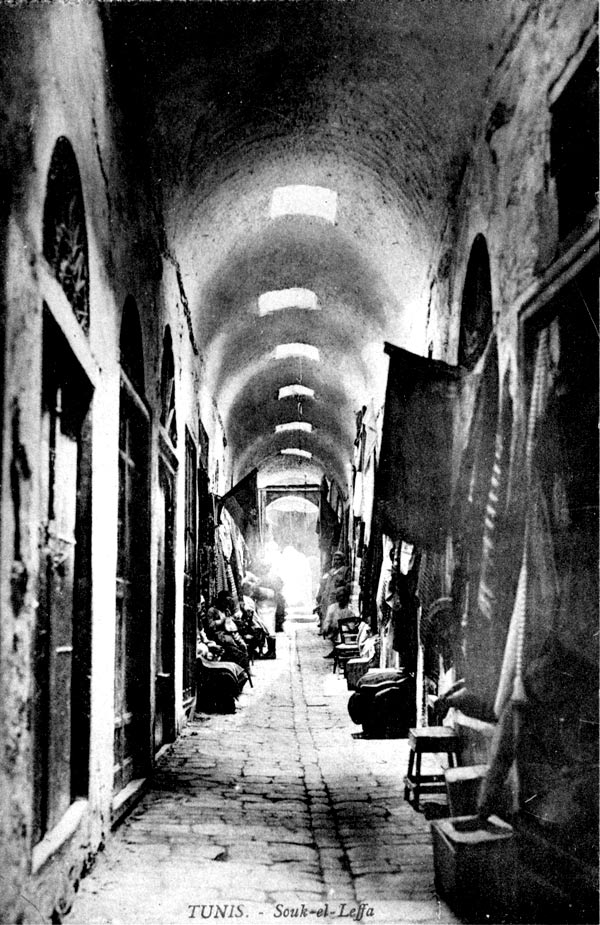
Ancienne vue du souk.

Il est édifié par Youssef Dey pendant la première moitié du XVIIe siècle, dans le cadre d'un complexe architectural résultant d'un réaménagement urbain s'étalant sur une longueur de près de 200 mètres, entre la mosquée Zitouna et la kasbah.
Il est connu pour la vente des produits de laine grâce aux marchands originaires de l'île de Djerba, installés afin de vendre des produits tissés sur l'île ou en provenance d'autres régions, surtout Gafsa et Tozeur dans le Jérid. Des artisans y fabriquent également le traditionnel sefseri.

## Architecture

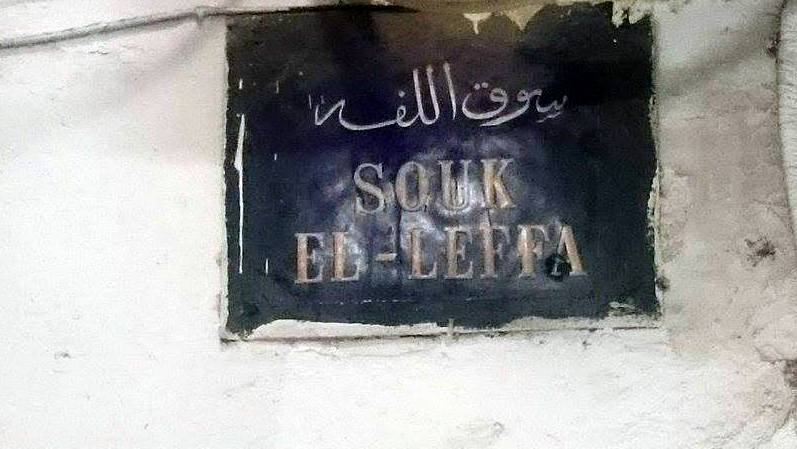
Plaque métallique indiquant le souk El Leffa.

Il est couvert de voûtes en berceau réalisées en briques et parcourues de petites ouvertures espacées apportant lumière et aération. Au niveau de ce souk, les boutiques sont surélevées à environ un mètre de hauteur au moyen de planches, ce qui permet aux visiteurs et acheteurs de mieux communiquer avec les marchands et d'observer leurs marchandises.
Le souk se caractérise par une ambiance plus calme et sereine que celle régnant dans le reste des autres souks de Tunis.

## Évolution
Fondation ottomane du XVIIe siècle, il fait partie des premiers souks édifiés sous la régence de Tunis, marquant le début d'un nouveau règne et d'une nouvelle période de l'histoire de la Tunisie. De nos jours, ce souk continue son activité de vente de diverses marchandises : draps, soieries, étoffes, vêtements, chaussures et articles d'artisanat.